# Лебедь, Анатолий Вячеславович
Анато́лий Вячесла́вович Ле́бедь (10 мая 1963, Валга, Валгаский район, Эстонская ССР, СССР — 27 апреля 2012, Москва, Россия) — офицер 45-го отдельного гвардейского разведывательного орденов Кутузова и Александра Невского полка специального назначения, гвардии подполковник спецназа ВДВ, Герой Российской Федерации (2005), кавалер ордена Святого Георгия IV степени (2008).

## Биография
Родился 10 мая 1963 года в городе Валга Эстонской ССР. Отец Анатолия, Вячеслав Андреевич Лебедь, прошёл всю Великую Отечественную войну. Служил на Северном флоте, а во время Сталинградской битвы — в морской пехоте. Военное прошлое отца стало одной из главных причин, подтолкнувших Анатолия к службе в армии.
Во время обучения в ПТУ № 11 в Кохтла-Ярве, Анатолий активно занимался парашютным спортом в местной школе ДОСААФ. К окончанию училища № 11 на его счету было порядка 300 прыжков. Не сумев поступить в Борисоглебское лётное училище, Лебедь устроился слесарем-ремонтником на Йыхвеский ремонтно-механический завод, откуда 3 ноября 1981 года был призван на срочную службу. Присягу принимал в 44-й учебной дивизии ВДВ, дислоцированной в посёлке Гайжунай, Литовской ССР. Служил в должности командира отделения — командира боевой машины в 57-й отдельной десантно-штурмовой бригаде, в посёлке Актогай Талды-Курганской области Казахской ССР. В 1986 году окончил Ломоносовское военное авиационно-техническое училище в звании лейтенанта. Был распределён в 307-й вертолётный полк Забайкальского военного округа, но вскоре был направлен в Туркестанский военный округ, где полгода готовили к выполнению задач в условиях специфического климата Афганистана. C 25 апреля 1987 года воевал в Афганистане в составе 239-й отдельной вертолётной эскадрильи ВВС 40-й общевойсковой армии. Совершал боевые вылеты в качестве борттехника вертолёта Ми-8 в экипаже Николая Майданова. За полтора года в Афганистане, (с пятимесячным перерывом), Лебедь участвовал в эвакуации раненых, поиске и уничтожении караванов с оружием с воздуха, захвате боеприпасов и снаряжения противника в наземных операциях. Позже служил в Группе Советских войск в Германии, Забайкальском и Сибирском военных округах — в 329-м транспортно-боевом вертолётном полку и 337-м отдельном вертолётном полку.
В 1994 году уволился в запас, работал в Фонде ветеранов Афганистана в Подмосковье.
В 1995 год отправился добровольцем воевать на Балканах на стороне сербов, но об этом периоде жизни не рассказывал. Одним из его близких друзей стал сержант ВС РФ, уроженец Саратова Игорь Львович Нестеренко, с которым он подружился именно на Балканах. Участвовал в боевых действиях в Косово в 1999 году. По словам генерал-майора югославской армии и командира 549-й моторизованной бригады Божидара Делича, Анатолий Лебедь служил именно в его бригаде.
С ноября 1999 года участвовал в контртеррористической операции на Северном Кавказе. Купив всю необходимую экипировку, полетел в Махачкалу добровольцем для защиты Дагестана от нападения боевиков. Был прикомандирован к сводному милицейскому отряду.

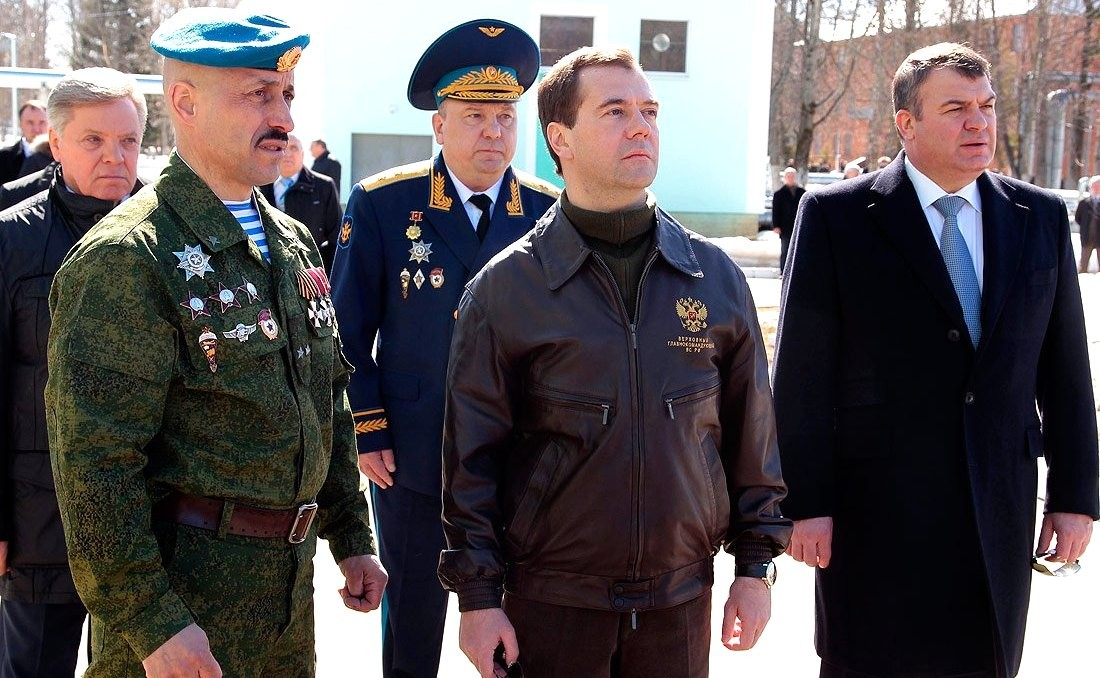
Подполковник А. В. Лебедь, командующий ВДВ В. А. Шаманов, Президент России Д. А. Медведев, Министр обороны А. Э. Сердюков

Когда военная операция переместилась на территорию Чечни, он отправился в Москву и заключил контракт с Министерством обороны, после чего снова вернулся на войну в звании старшего лейтенанта. Служил заместителем командира разведывательной группы 218-го батальона 45-го отдельного гв. полка специального назначения ВДВ в районе Гудермеса, Аргуна, в пригородах Грозного, в Веденском районе. В ночь с 30 ноября на 1 декабря Нестеренко погиб на боевом задании.
25 июня 2003 года в горах под Улус-Кертом Анатолий Лебедь подорвался на мине в Аргунском ущелье, в результате чего ему была ампутирована правая ступня. Командование пошло навстречу боевому офицеру и разрешило продолжать службу с протезом.
9 января 2004 года лично уничтожил трёх боевиков в неравном бою и тем самым спас своих раненых товарищей. В одном из последующих боёв 24 января собственным телом прикрыл раненого рядового от выстрела из гранатомёта. Получив лёгкое осколочное ранение в поясницу, продолжил командовать головным дозором. В результате того боя была захвачена база боевиков и уничтожен связной Шамиля Басаева.
Указом Президента Российской Федерации от 6 апреля 2005 года за мужество и героизм, проявленные при исполнении воинского долга в Северо-Кавказском регионе, капитану Лебедю Анатолию Вячеславовичу было присвоено звание Героя Российской Федерации.
В 2008 году участвовал в боевых действиях с Грузией на абхазском направлении. Был в составе группы, захватившей военно-морскую базу в Поти и потопившей катера грузинских ВМС. За успешное выполнение заданий удостоился стать кавалером ордена Святого Георгия IV степени, вторым после командующего войсками Северо-Кавказского военного округа — Сергея Макарова.
Президент Российской Федерации Дмитрий Анатольевич Медведев, во время церемонии награждения 1 октября 2008 года сказал:

«Среди нас также находится офицер спецназа Воздушно-десантных войск Герой Российской Федерации Анатолий Вячеславович Лебедь. При проведении боевых операций он находился на острие атаки и неизменно демонстрировал примеры личного мужества».

## Гибель

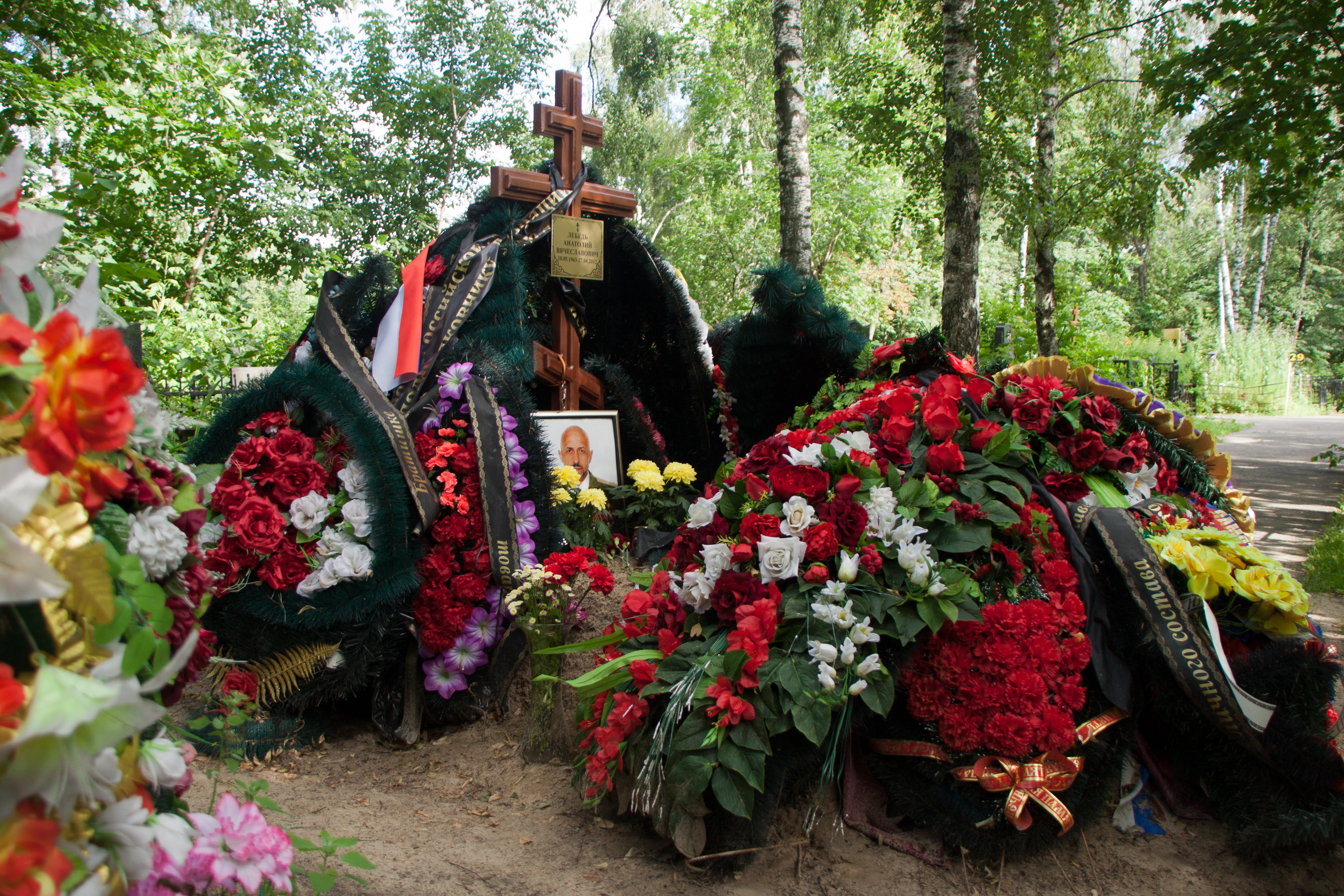
Могила Анатолия Лебедя на Преображенском кладбище в Москве, июнь 2012

27 апреля 2012 года Анатолий Лебедь разбился перед воротами парка «Сокольники» в Москве, попав в ДТП. Авария произошла около 17:45 на пересечении Богородского шоссе с Майским просеком и Оленьим проездом. Лебедь не справился с управлением мотоцикла и врезался в бордюр. От полученных ранений он скончался на месте. Похоронен на Аллее Героев Преображенского кладбища в Москве. В июле 2013 года на могиле десантника установлен памятник, сделанный за счёт средств его сослуживцев и ветеранов воздушно-десантных войск России.

## Память
В честь Анатолия Лебедя в разных городах России проводятся турниры по рукопашному бою и смешанным единоборствам. В память об Анатолии Лебеде Союзом десантников России учреждена медаль «Анатолий Лебедь».
О Герое написана книга:
Шепель А.Д. Солдат России. — 2017. — 299 с. — ISBN 978-5-91366-683-3.
2 августа 2020 года открыт памятник Анатолию Лебедю в г. Урай, ХМАО — Югра.

## Награды

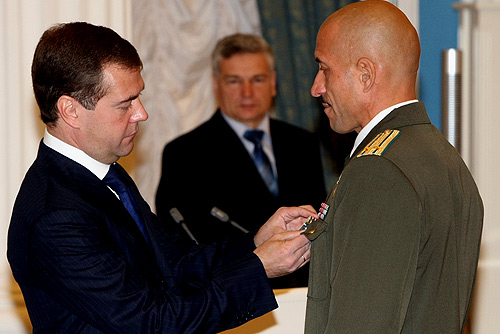
Президент России награждает А. Лебедя

- Герой Российской Федерации (06.04.2005) — «за мужество и героизм, проявленные при исполнении воинского долга в Северо-Кавказском регионе»[14]
- Орден Святого Георгия IV степени № 003[15] (18.08.2008)
- Три ордена Мужества (28.04.2000, 02.02.2004, 26.01.2007)
- Три ордена Красной Звезды
- Орден «За службу Родине в Вооружённых Силах СССР» III степени
- Медали
- Именное холодное оружие

## Цитаты
«Если начнёшь о глобальном думать, то забудешь про тех, с кем выполняешь задачу, — десять-пятнадцать человек, правильно? Вот это и есть как бы Родина».— Герой России Анатолий Лебедь в интервью каналу Россия, «Вести недели»

«Если судить о причинах их поражения, то грузины подготовлены хорошо, но подготовка к войне не всегда сможет помочь в реальном бою, надо ещё уметь воспользоваться этой подготовкой. Я думаю, их проблема в том, что их современные правители никогда не имели боевого духа и они просто не знают, что такое война с другим народом».— // Огонёк : журнал. — 2010. — № 29 (5138), 26 июля

«- Вы встречались с Владимиром Путиным, когда он вам звезду Героя вручал, а потом, в прошлом году, и с Дмитрием Медведевым, когда награждали за Грузию. О чём говорили?

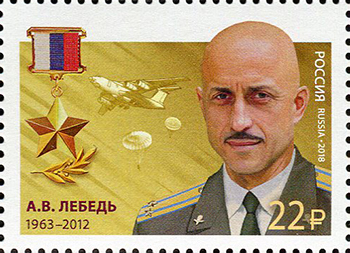
Почтовая марка России, 2018 год

— Поздравляли. — О проблемах не говорили? — Путин спросил: „Где живёшь?“ Я сказал: „В общаге“. Он: „Понятно“. — Квартиру после этого дали? — После этого, через четыре года».— // "Огонёк": журнал. — 2010. — № 29 (5138), 26 июля

«Погоны скидки не дают при выполнении боевой задачи.»— // Анатолий Лебедь. Досье русского Рэмбо. Док. фильм. ООО "Студия Плюс" 2014

Я спрашивал его, для чего он снова полез на войну, ради чего мёрзнет в горах и рискует жизнью, ведь «свой долг Родине» он отдал ещё в Афганистане. «Если бандит взял в руки оружие, и убивает, присваивает чужое, его надо уничтожить немедля. Да, здесь, в горах, иначе он почувствует безнаказанность и вылезет грабить в центре Москвы. Боевик должен знать: сделал зло, спрятаться не получится, найдём, и отвечать ему придётся по-взрослому. Понимаешь, чем больше задавим наверху, тем меньше их в города спустится», — отвечал Лебедь. — Фарукшин Раян. «Герой России Анатолий Лебедь»

## В музыке
- Тимошенко С. Золотые звёзды спецназа